# Левашов, Николай Фёдорович
Николай Фёдорович Левашов (1792 — не ранее 1818) — русский военнослужащий, участник войны 1812 года.

## Биография
Сын сенатора, родился в 1792 году и был двоюродным братом по отцу гр. В. В. Левашову. На службу он поступил в 1811 году юнкером в Кавалергардский полк и в том же году был произведён в эстандарт-юнкера, с переводом в лейб-гвардии Гусарский полк корнетом.
Во время войны 1812 года Левашов участвовал во всех крупных сражениях: под Витебском, под Смоленском, при Бородине, Тарутине, Малоярославце и под Красным, за отличие в котором был награждён орденом Святого Владимира 4-й степени с бантом. В 1813 году он снова был переведён в Кавалергардский полк. За Кульмское сражение Левашов получил орден Святой Анны 3-й степени и был произведён в поручики. В 1814 году он участвовал в сражении при Фер-Шампенуазе, в следующем году был переведён ротмистром в Новгородский кирасирский полк, а в 1818 году уволился от службы майором.

### Семья
- Отец — Фёдор Иванович Левашов (1751—1819) — генерал-майор, сенатор; мать — Евдокия (Авдотья) Николаевна (урожд. Хитрово; 1775—1837)[2].